# Piedras Blancas (Entre Ríos)
Pour les articles homonymes, voir Piedras Blancas.
Piedras Blancas est une localité rurale argentine située dans le département de La Paz et dans la province d'Entre Ríos.

## Histoire
Le 22 octobre 1933, les frères Pedro et Pablo Bardín installent une usine de plâtre, ce qui est commémoré comme la fondation de la ville. En 1956, le propriétaire des champs de l'actuelle Piedras Blancas, Pablo Bardín, a demandé la création d'un village sur ses terres, ce qui a été approuvé par le décret no 8599/1956. La ville a été planifiée sans suivre le schéma en damier que suivent la plupart des villes d'Entre Ríos. Les blocs sont regroupés autour d'une rue principale (l'avenue Tuyango) et ont des formes irrégulières qui suivent les contours du niveau du sol. Les rues portent des noms d'oiseaux et de plantes indigènes et sont pour la plupart pavées. Une usine de gypse est située sur la côte.
Les limites de compétence du plan d'urbanisme de la localité ont été fixées par le décret no 2012/1984 MGJE du 11 juin 1984. Les limites de compétence du conseil d'administration ont été fixées par le no décret 2736/1984 MGJE du 31 juillet 1984.
Le 18 novembre 1992, la législature provinciale a adopté la loi no 8700 (promulguée le 4 décembre 1992) approuvant le recensement effectué et les limites de la future municipalité. Le 16 mars 1993, la municipalité de 2e catégorie a été créée par le décret no 762/1993 du gouverneur d'Entre Ríos, remplaçant le conseil de direction qui existait jusqu'alors.
Par la loi no 9361 adoptée le 26 septembre 2001 (promulguée le 2 octobre 2001), la zone municipale a été étendue pour inclure le ruisseau Alcaraz, le ruisseau Feliciano, le ruisseau Alviso, la route A03 et le ruisseau Hernandarias.

## Démographie
La population de la localité, c'est-à-dire à l'exclusion de la zone rurale, était de 1 045 habitants en 1991 et de 1 268 en 2001. La population de la juridiction du conseil de direction était de 1 767 habitants en 2001.

## Jumelages
Piedras Blancas a signé des liens de coopération durables, sous la forme de jumelage, avec les villes suivantes :
- Lichtenau, Bade-Wurtemberg, Allemagne (31 mai 2018)[10]